# جورج مكمان
جورج مكمان هو سياسي كندي، ولد في 30 مايو 1929 في كندا. حزبياً، نشط في حزب المحافظين التقدمي لجزيرة الأمير إدوارد.